# Okou Gnakouri
Albums de Kaaris
Double Fuck
(2015) Dozo
(2017)
Singles
1. Blow
Sortie : 30 septembre 2016
2. Nador
Sortie : 21 octobre 2016
3. 2.7 Zéro 10. 17 (feat. Gucci Mane)
Sortie : 10 novembre 2016
4. Tchoin
Sortie : janvier 2017

Okou Gnakouri est le troisième album studio de Kaaris sorti le 11 novembre 2016.

## Historique
Le nom de l'album porte le nom du rappeur et est également référencé aux initiales O.G qui signifient Original Gangster.
L'album s'écoule à 18 299 copies (8 759 exemplaires physiques et numériques et 9 538 en streaming) lors de sa première semaine d'exploitation. En troisième semaine, le total d'albums vendus se porte à 42 240 ventes. En un peu moins d'un mois, son album est certifié disque d'or avec plus de 50 000 exemplaires vendus. Après 7 semaines d'exploitation, l'album s'est écoulé à près de 80 000 exemplaires, se rapprochant ainsi du disque de platine.
Le clip de la chanson Tchoin a été mis en ligne le 11 janvier 2017 sur YouTube, et en 24h, il atteint la barre des 2 millions de vues, ce qui représente le plus gros démarrage d'un clip de Kaaris depuis ses débuts. En un mois, il passe le cap des 30 millions de vues. Aujourd'hui, le clip culmine à plus de 100 millions de visionnages.
Le 30 janvier 2017, soit un peu moins de 3 mois après la sortie de l'album, (2 mois et 19 jours) l'album est certifié disque de platine avec plus de 100 000 exemplaires vendus. Ce disque de platine est le deuxième de Kaaris dans sa carrière de rappeur (le premier obtenu pour Or Noir en 2013).
Début janvier 2018, son album est certifié double disque de platine avec plus de 200 000 exemplaires vendus (physique + numérique + streaming). Cet album a été un véritable succès pour Kaaris, alors que certains le voyaient sur la pente descendante.
Le titre Nador a été certifié single d'or. Blow, Poussière et Boyz N The Hood singles de platine et Tchoin a été certifié single de diamant.

## Liste des titres
| No  | Titre                              | Producteur(s) | Durée |
| --- | ---------------------------------- | ------------- | ----- |
| 1.  | Le sang                            | Blackstarz    | 3:32  |
| 2.  | Blow                               | Therapy       | 3:33  |
| 3.  | Benz                               | Sam Lawson    | 3:19  |
| 4.  | Boyz N the Hood                    | Double X      | 4:08  |
| 5.  | Jack Uzi                           | Mr. Punisher  | 3:40  |
| 6.  | 2 bigos                            | Therapy       | 3:57  |
| 7.  | Tchoin                             | Double X      | 2:36  |
| 8.  | Nador                              | Blackstarz    | 3:53  |
| 9.  | Poussière                          | Double X      | 3:06  |
| 10. | Contact                            | Fushubi       | 3:14  |
| 11. | 2.7 Zéro 10. 17 (feat. Gucci Mane) | Mr. Punisher  | 4:25  |
| 12. | T'étais où                         | Double X      | 2:59  |
| 13. | 4Matic (feat. Kalash Criminel)     | AriBeatz      | 3:48  |
| 14. | J'suis perché                      | Therapy       | 3:44  |
| 15. | Chaos                              | Jemi Black    | 3:09  |

## Clips vidéo
- Blow : 30 septembre 2016
- Nador : 21 octobre 2016
- 2.7 Zéro 10.17 (feat. Gucci Mane) : 10 novembre 2016
- Poussière : 16 décembre 2016
- Tchoin : 11 janvier 2017
- Contact / Boyz N The Hood : 3 juillet 2017
- Abidjan 2017 : 20 septembre 2017

## Classement hebdomadaire
| Classements (2016)           | Meilleure position |
| ---------------------------- | ------------------ |
| Belgique (Wallonie Ultratop) | 21                 |
| France (SNEP)                | 2                  |
| Suisse (Schweizer Hitparade) | 57                 |

## Ventes et certifications
| Région | Certification | Ventes/Streams |
| --- | ------------- | -------------- |
| France (SNEP) | 2 × Platine   | 275 000‡       |
| *Ventes selon la certification ^Mise en rayon selon la certification xNon précisé par la certification ‡ventes/streaming selon la certification |               |                |

## Titres certifiés en France
- Blow  Platine
- Boyz N the Hood  Platine
- Tchoin  Diamant
- Nador  Or
- Poussière  Platine
- Contact  Or